# Lycaena asabinus
Lycaena asabinus är en fjärilsart som beskrevs av Herrich-Schäffer 1851. Lycaena asabinus ingår i släktet Lycaena och familjen juvelvingar. Inga underarter finns listade i Catalogue of Life.

## Bildgalleri

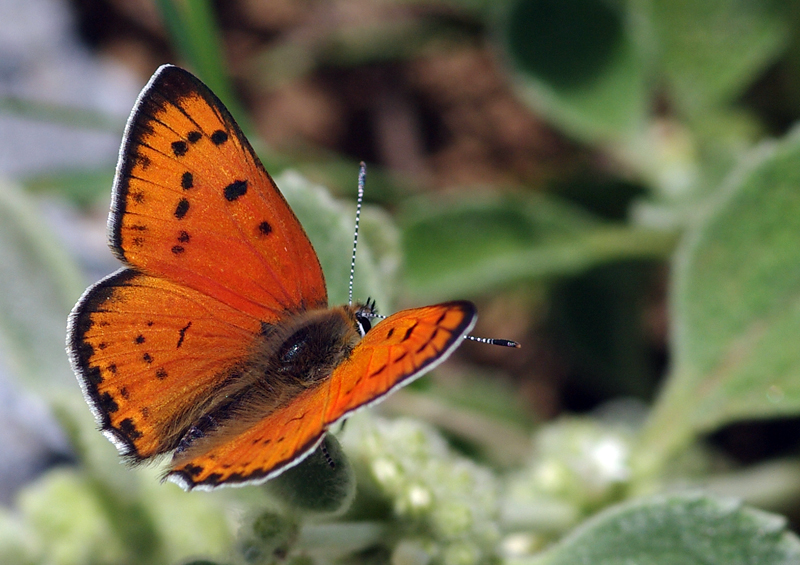